# Franz Maria Ingenmey
 Franz Maria Ingenmey (* 1830 in Bonn; † 2. Juni 1878 in Düsseldorf) war ein deutscher Genremaler der Düsseldorfer Schule.

## Leben
Seit 1851 war Ingenmey als Lithograf in der Kunstanstalt von Ferdinand Piloty und  Joseph Loehle („Piloty & Löhle“) in München beschäftigt. Dort hatte er zuvor die dazu notwendige Ausbildung erhalten. Als Schüler des Autodidakten Erich Correns bildete er sich ab 1854 nebenbei als Maler aus. 1859 verlegte er sich auf die Malerei und ließ sich 1861 endgültig in Düsseldorf nieder, wo er Mitglied des Vereins Düsseldorfer Künstler zur gegenseitigen Unterstützung und Hülfe sowie des Künstlervereins Malkasten wurde. Erst 48-jährig starb er an einer Lungenentzündung.
Ingenmey nahm mit seinen Arbeiten – intime Darstellungen von Einzelfiguren, ländlichen und humorvoll aufgefassten Figurenszenen und Märchenbilder – an zahlreichen Ausstellungen in Düsseldorf, aber auch in Berlin, München und Wien teil. Im Rahmen seiner Tätigkeit als Lithograf in München schuf er Reproduktionen nach Gemälden, darunter für das von Piloty & Loehle herausgegebene König-Ludwig-Album, das dem bayerischen König Ludwig I. am  9. Oktober 1850 überreicht wurde, Anbetung der Könige nach Carl Flegel, Hagar und Ismael in der Wüste nach Julie von Egloffstein, Kindliche Huldigung (Bekränzung der Büste Ludwigs I.) nach Bodo Winsel (1806–1865), Bayerischer Veteran nach Anton Kölbl (1771–1832) und Ruths Abschied von Noemi nach Max von Menz (1824–1895). Des Weiteren lithografierte er Die Taufe Christi nach dem Gemälde Raffaels in der Alten Pinakothek in München, ferner das Brustbildnis des Augsburger Bürgermeisters Georg von Forndran (1807–1866) nach Helisena Girl (1831–1916) und das Bildnis Königin Augusta von Preußen, geb. Prinzessin von Sachsen-Weimar nach Friedrich Dürck.
Holzstiche nach Vorlagen Ingenmeys erschienen auch als Illustrationen, zum Beispiel Entschuldigen Sie, meine Damen für Die Gartenlaube 1869. Insbesondere beteiligte er sich an mehreren Jahrgängen des „Düsseldorfer Künstler-Albums“ von Arnz & Comp., unter anderem mit Bildnis Wilhelm Camphausen (1863), Bildnis Georgina Schubert (1864), Der Geheimschreiber nach Albert Kindler (1866) und Im Weinberg (1875).

## Werke (Auswahl)

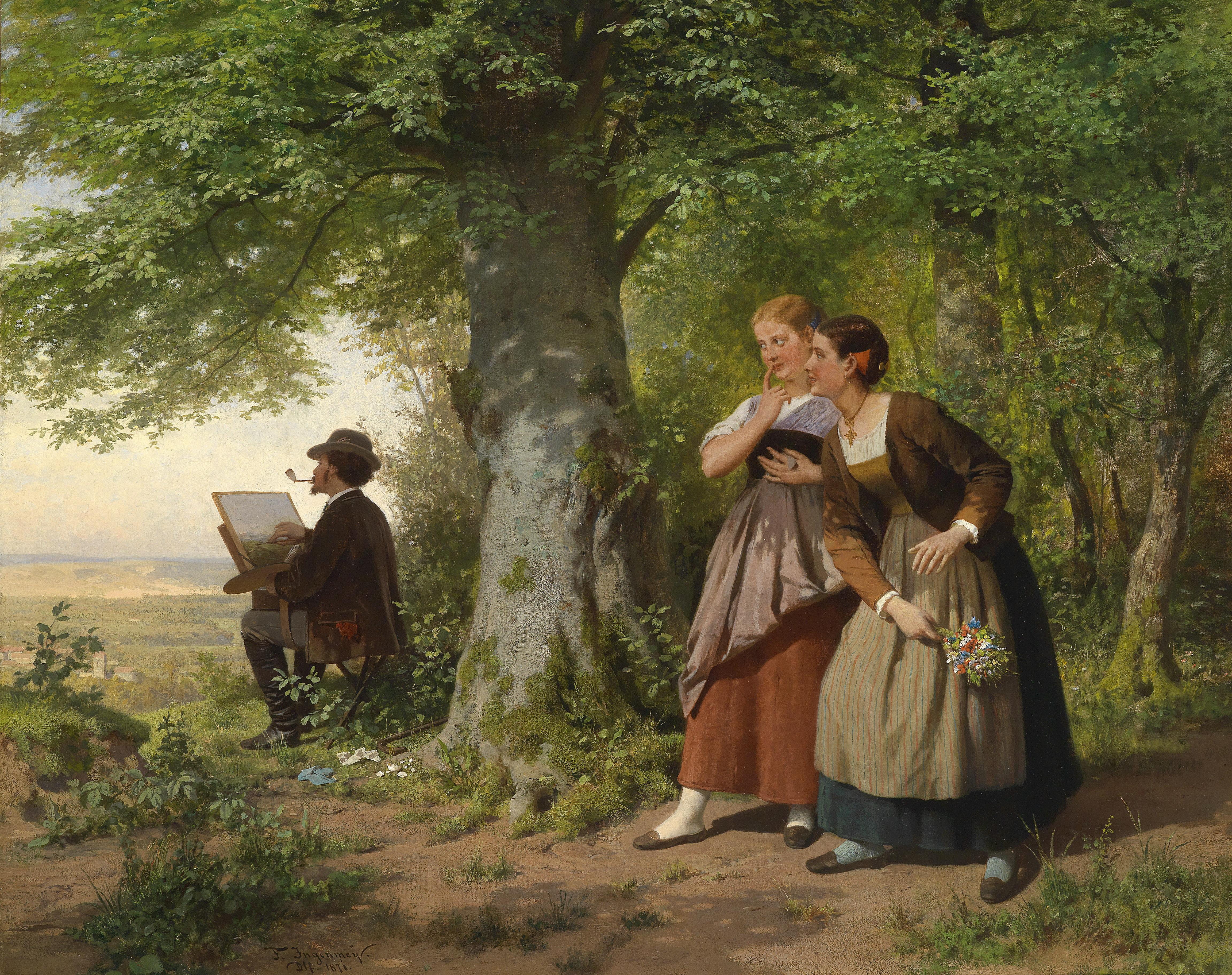
Der bewunderte Künstler, 1871

- Bildnis einer jungen Frau am Fenster, 1863
- Mädchenkopf, 1863
- Aufbruch zum Kirchweihfest, 1863
- Drei Kinder im Park, 1863
- Traumkönig und sein Lieb (nach Emanuel Geibel), 1865, Stiftung Sammlung Volmer, Wuppertal
- Er liebt mich, er liebt mich nicht, 1865
- Der versperrte Heimweg, 1866 ausgestellt in der Kunsthandlung Sachse, Berlin
- Junge Frau mit Handarbeit, 1867
- Einladung zum Elfenreigen, akademische Kunstausstellung Berlin 1870[3]
- Der bewunderte Künstler, 1871
- Jäger mit Hund auf sonniger Waldlichtung, 1871
- Heilige Maria, 1874
- Bauersleute mit Pferdekarren an sommerlichem Waldrand, 1877

Im Rahmen der Kölner Dombaulotterie wurden Der blinde Geiger (1868), Mädchen am Bach (1869) und Waldinterieur (1875) verlost.

## Archivalien
- Eigenh. Schreiben an den Malkasten-Vorstand, Düsseldorf, 23. Dezember 1873 (Düsseldorf, Malkastenarchiv)
- Eigenh. Brief an Johann Jakob Weber (1803–1880), Verleger und Begründer der Illustrierten Zeitschrift Leipzig, Düsseldorf, 17. Mai 1874 (Leipzig, Stadtgeschichtliches Museum, Autographensammlung)
- Eigenh. Brief an die Illustrierte Zeitschrift Leipzig, Düsseldorf, 26. Mai 1874 (Leipzig, Stadtgeschichtliches Museum, Autographensammlung)
- Eigenh. Brief, Düsseldorf, 28. Dezember 1874 (Bonn, Universitäts- und Landesbibliothek, Autographensammlung)